# Ley de Organización y Atribuciones de los Tribunales de Chile
La Ley de Organización y Atribuciones de los Tribunales de 1875 fue el primer cuerpo legal chileno que reguló, de forma ordenada y sistemática, la organización, funcionamiento y atribuciones de los tribunales de justicia de Chile. Su elaboración se basó en un proyecto redactado por Francisco Vargas Fontecilla, y encomendado por el gobierno en 1863, y que fue revisado posteriormente por una comisión designada especialmente al efecto, entre 1864 y 1874.
Fue promulgada por el presidente Federico Errázuriz Zañartu el 15 de octubre de 1875, entrando en vigencia el 1 de marzo de 1876. La ley estaba compuesta de 408 artículos, distribuidos en 22 títulos, más un título final de artículo único.
Dentro los principales objetivos de esta ley, se encontraban: el establecimiento de los principios y normas de actuación de los órganos jurisdiccionales chilenos, la regulación de la estructura jerárquica del Poder Judicial, dotando a los tribunales superiores de la facultad de revisión y modificación de las sentencias dictadas por un tribunal de inferior grado,[cita requerida] y la pretensión de armonizar la organización y atribuciones de los tribunales, asegurando la vigencia y aplicación de los principios contenidos en la Constitución de 1833.
Este cuerpo legal fue derogado en 1943, siendo sustituido por el Código Orgánico de Tribunales, que aún se encuentra en vigencia.

## Antecedentes
Con anterioridad a la Ley de Organización y Atribuciones de los Tribunales, no existía en Chile una ley o código que rigiera de manera ordenada y estable la organización de los tribunales judiciales chilenos, y menos que delimitara su accionar y facultades. Solo se habían establecido las bases de un poder judicial en general, con la creación de un tribunal supremo y una cámara de apelaciones, tanto en la Constitución de 1818, de 1823, como en la Constitución de 1828.
Con respecto a esta norma legal, es importante mencionar, que existe un error de nomenclatura al calificarla de ley y no como un código propiamente tal, ya que cabe dentro de la categoría de "código", tanto por su técnica legislativa, como por su inspiración al tener como objetivo el fijar el derecho de un modo claro, preciso, carente de vacíos y que regulara de modo claro, armónico y exhaustivo, aunque de forma general, las diversas materias.
El proceso de codificación corresponde a un fenómeno histórico común para Europa Continental e Hispanoamérica, que marca el cambio de un derecho de juristas, como el Derecho Común, que logró su mayor expresión en la Edad Media e imperó por varios siglos, al predominio de un derecho legislado, conformando de esta forma un derecho nacional, que promulgan sus propios gobernantes. De este proceso Chile no se mantuvo al margen y comenzó a configurar el derecho patrio, que permitió consolidar la independencia de la Corona Española. Sin embargo dicho fenómeno llega tardíamente a Chile debido a:
1. La tendencia a la Recopilación que imperó en Castilla y Portugal, hasta entrar el siglo XIX.
2. Cambios políticos que se viven en América a lo largo del siglo XIX, conllevan al surgimiento de las Repúblicas y a las políticas de Codificación.

En el artículo 105 de la Constitución Política de 1833, se dispuso que una ley especial determinara la atribución de todos los tribunales y juzgados que fuesen necesarios para la pronta y cumplida administración de justicia, en todo el territorio de la República. 

Artículo 114. Una lei especial determinará la organización i atribuciones de todos los Tribunales i juzgados que fueren necesarios para la pronta i cumplida administración de justicia en todo el territorio de la República
Capítulo VIII. De la Administración de Justicia, Constitución Política de la República de Chile de 1828

El objetivo principal de la ley sería dar a la judicatura una estructura coherente con la vida republicana y la correspondiente división de poderes del Estado.
Las razones que impulsaron a la codificación en Chile y a la creación de una ley destinada a organizar al poder judicial fueron expresadas de forma categórica por Andrés Bello, en el comentario al Reglamento de Administración y Justicia que éste hizo en "el Araucano" que fue publicado el 18 de noviembre de 1836:

Leyes sabias hemos tenido, es cierto, desde la dominación española, aunque exijan algunas reformas análogas a los adelantos del siglo y a nuestras actuales instituciones. Pero estas mismas leyes, diseminadas en vastos volúmenes, oscurecidas por el desorden, por las contradicciones y por las innumerables glosas de los comentadores, no podían presentar una norma segura  a los ciudadanos para dirigir sus acciones, ni a los jueces para decidir con acierto las cuestiones sometidas a su conocimiento. Era preciso salvar todos estos inconvenientes; era preciso purgar nuestra legislación de toda especie de trabas que coartasen la libertad civil, limpiarla de todas la contradicciones que ofuscasen los preceptos de la ley, sacarla del tenebroso laberinto de los comentarios, presentarla en cuerpos ordenados y reducidos que faciliten su conocimiento a toda clase de individuos y que a una rápida ojeada ilustrasen a los jueces en el ejercicio de sus importantes atribuciones. Todo esto es el objeto de la operación que el célebre Bentam (sic) ha designado con el nombre de codificación; y esto es cabalmente lo que el gobierno ha querido hacer al presentar a las cámaras un proyecto de reglamento de la administración de justicia.

De lo dicho por el venezolano se comprende que uno de los principales problemas que traía la legislación Indiana era lo dispersas y confusas que se encontraban las fuentes del derecho en la época, debido a los vastos cuerpos legales, de distintas épocas, colmados de glosas y comentarios, lo que producía una gran dificultad tanto para aplicar las leyes por parte de la judicatura como para observarlas por parte de las personas; con este problema pretendía terminar la codificación, pero al significar un gran cambio en el ámbito jurídico fue necesario hacerlo paulatinamente. Con respecto a la labor de los jueces, se hizo imperativa la necesidad de adaptarlos a estas innovaciones, por lo que la codificación procesal fue trascendente.[cita requerida]
Para el legislador era necesario un cambio de fuentes del Derecho, estas modificaciones fueron aplicadas a la práctica, donde se adapta la judicatura en la innovación. Para comenzar el cambio el proceso debía ser poco drástico, sin cambiar el sistema jurídico indiano, se añade leyes y se confirma este Derecho, lo cual aumento las fuentes del Derecho para lo cual los jueces interpretan las normas en cada caso específico, esto era muy difícil para ellos, ya que, en muchas ocasiones se debía acatar la decisión judicial sin poder aclarar las dudas.
El primer reglamento de Administración de Justicia fue obra de Mariano Egaña, la cual se promulgó en junio de 1824, la obra no introdujo mayores novedades, corrigió procedimientos y añadió fuentes al Derecho.
Mariano Egaña fue quien, en 1835, generó el primer Proyecto de Código de Procedimiento Civil, obra que no fue sancionada como ley, pero se promulgó en varias partes. Pretendía mantener instituciones que intercedían con nuevos principios del Derecho, como el reconocimiento de fueros especiales. Una de las partes promulgadas en el proyecto fue la obligación de dar fundamentación a las sentencias. El texto de esta ley fue publicado el 2 de febrero de 1837, la disposición de la ley debió ser aclarada el 1 de marzo de 1837, por petición de La Corte Suprema, en virtud de esta modificación se consigue que el juez tenga la obligación de decidir lo justo con una previa exposición de sus fundamentos. La segunda ley Mariana, consistió en aclarar la anterior.
Una segunda tarea para el Derecho en la codificación, fue restringir las fuentes imperantes del Derecho castellano e indiano hasta la formación del Código Civil, donde se establecerá la supremacía de la ley. Este sistema de fuentes no limita al juez en cuanto a la gama de fuentes.
Los textos legales debían ser consultados según un orden de prelación, al cual se anteponían las leyes patrias:
1. Las pragmáticas, ordenanzas y demás normas del rey comunicados por el Consejo de Indias desde el 18 de mayo de 1680. Entre ellas se puede señalar las Ordenanzas de Minería de Nueva España; las Ordenanzas de Bilbao en materia comercial, de 1875; y el Reglamento de Libre Comercio, de 1798.
2. La Recopilación de las Leyes de Indias, que reunían todas las disposiciones anteriores aplicables a América, y que fue promulgada por el rey Carlos II el 18 de mayo de 1680.
3. La Novísima Recopilación de las leyes de España, publicada en 1805, a la que se añadió un suplemento en 1808.
4. Las Leyes de Estilo, a las que en Chile, inversamente a lo que sucedía en España, se les daba preferencia por sobre el Fuero Real, por Decreto Supremo de 28 de abril de 1838.
5. Fuero real, de 1255, compuesto por Alfonso X al mismo tiempo que Las Partidas.
6. El Fuero Juzgo, traducción del Liber Iudiciorum, cuerpo legal visigodo, ordenada por Fernando III de Castilla, y que estuvo vigente hasta la promulgación del Código Civil español de 1889.
7. Las Partidas, obra del rey Alfonso X, monumento jurídico y literario de primer orden, que constituyen la fuente más importante de recepción del Derecho Común en Castilla, configurando así el concepto de Derecho Civil a partir del Derecho romano.

De acuerdo a lo establecido en la Ley Mariana de 1837, las fuentes utilizables eran las anteriormente nombradas y otras fuentes, el problema de esta situación se ve reflejado en que las leyes civiles, poseían incoherencias y estaban deterioradas por la interpretación que se le dio a través del tiempo, de esta manera surgían oposiciones con los principios existente en la sociedad a la cual regían. Para solucionar este problema era necesario restringir el Sistema de Fuentes, de esta manera el juez debía aplicar la ley. De esta manera surgen dos artículos que se refieren a como decidiría el juez la sentencia, estos son los artículos 3 y 5, en donde por fin se logra restringir las fuentes que han de ser citadas. Por último el problema con las Fuentes y el fundamento de los fallos se regularían por los Códigos de Procedimiento Civil y Penal.

## Historia

### Proyecto de ley
Este cuerpo normativo es producto de años de trabajo de connotados juristas y, su elaboración tomó más de una década.
Este proceso comprende tres etapas: la elaboración del proyecto inicial, la revisión detallada del proyecto, envío al Congreso y discusión y aprobación del proyecto de ley respectivo.

#### Primera etapa: elaboración del proyecto (1863-1864)
El proyecto inicial fue redactado por el jurista Francisco Vargas Fontecilla, para lo cual estudió la legislación de otras naciones. Esta tarea le fue encargada por el gobierno en enero de 1863, la cual terminó en el mes de mayo del año siguiente. Este proyecto estaba conformado por 398 artículos, reunidos en 20 títulos y estos, subdivididos en párrafos. Dicho proyecto sería posteriormente prolijamente estudiado por una comisión nombrada por el Presidente de la República.
Manuel Egidio Ballesteros decía que el proyecto seguía un claro orden lógico: principia en determinar las reglas generales aplicables a todos los funcionarios, para luego clarificarlos y atribuirles reglas específicas a cada uno de ellos, por esto mismo la extensión del cuerpo normativo es menor que los códigos, a ejemplo el Código Civil consta de 2.524 artículos, pero la Comisión Revisora opta por otro camino, determinando desde el principio la clasificación y atribuciones específicas de cada funcionario, y se presentó que varios funcionarios de diferentes categorías y jerarquía poseían atribuciones comunes, esto aumentó el número de referencias e hizo oscuro el sentido y alcance de la ley.
Las fuentes utilizadas por Francisco Vargas Fontecilla, en el texto publicado en el año 1864 fueron las siguientes obras:
1. Leyes concernientes a la organización y atribuciones de los tribunales dictadas por los monarcas españoles y por las autoridades patrias.
2. Esprit, origine et progres des institutions judiciaires des principaux pays de l’Europe, J. D. Meyer.
3. Tratado de las leyes de la organización judicial y de la competencia de las jurisdicciones civiles, explicadas por los principios de la teoría, por las doctrinas de los publicistas y por las decisiones de las cortes soberanas, G. L. J. Carré.
4. Tratado de la acción pública y de la acción civil resultantes de los crímenes, delitos y contravenciones, Faustín Hélie.
5. Diccionarios de Jurisprudencia, Ph. A. Merlín y D. Dalloz[11]

#### Segunda etapa: comisión revisora (1864-1874)
Luego de terminado el proyecto de Vargas Fontecilla (proyecto de 1864), el presidente de la República José Joaquín Pérez, nombró una Comisión con la orden de revisar, estudiar e indicar modificaciones al proyecto presentado a su persona.
Miembros de la Comisión originaria fueron:
- José Alejo Valenzuela[12]
- Julián Riesco
- José Victorino Lastarria
- Domingo Santa María
- Cosme Campillo[13]
- Francisco Vargas Fontecilla
- Manuel Amunátegui (secretario)[14]

Posteriormente en 1870 fue nombrado secretario Luis Salas Lazo, permaneciendo su antiguo secretario en la Comisión, luego se incorporaron a esta: Gabriel Ocampo, Gregorio Víctor Amunátegui, José de Bernales, Jorge Huneeus, Bernardino Opazo, Antonio Varas, Joaquín Blest Gana, Marcial Martínez, Francisco Ugarte Zenteno, José Bernardino Lira y Vicente Sanfuentes.
La Comisión realizó su labor en dos subetapas, la primera culminada antes de 1869, no ha quedado documento alguno que ilustre sobre la labor revisora, el segundo que abarca desde julio de 1869 hasta mayo de 1874, durante la cual se celebraron 52 sesiones.
Producto de esta labor en 1874, se presenta un proyecto de ley constituido por 411 artículos más un artículo final, agrupados en 22 títulos y uno final, este fue el que llega a ser sometido a consideración del Congreso Nacional.

#### Tercera etapa: discusión y aprobación del proyecto de ley (1874-1875)
En 1874 el presidente envió el proyecto de ley al Congreso Nacional, siendo aprobado en primer lugar por la Cámara de Diputados, luego por el Senado.
El proyecto de ley sobre organización y atribuciones de los Tribunales de Justicia, fue presentado al Congreso Nacional por el entonces Presidente de la República Federico Errázuriz Zañartu y su Ministro de Justicia, José María Barceló. Ingresó a tramitación el día 6 de junio de 1874, teniendo como cámara de origen a la Cámara de Diputados como mensaje del Presidente de la República; 19 días después reingresa por la misma cámara un nuevo mensaje del ejecutivo, en el cual se modifican los números 6 y 7 del artículo 5 del mensaje original.
En el proyecto de ley propuesto, procuraba conservar el sistema de instituciones judiciales vigente por el peligro y la dificultad que implicaba destruir instituciones que tenían fuertes raíces en los hábitos y costumbres del país.
El proyecto no ha entendido únicamente al Estado de las necesidades y recursos presentes al tiempo de su elaboración. También se ha tomado en cuenta el desenvolvimiento de los intereses del país, consultándose disposiciones para las necesidades de épocas futuras y posteriores al establecimiento de la ley propuesta.
Para evitar el surgimiento de conflictos derivados de la introducción de otras normas se estimó necesario modificar transitoriamente algunas de sus normas, ya que si bien son necesarias en un todo uniforme, no pueden adaptarse desde ya al sistema de enjuiciamiento entonces vigente.
En cuanto al detalle del proyecto, se señalan la naturaleza y límites de las atribuciones del poder judicial, considerado en sí mismo y en relación con los demás poderes del Estado.
El presidente Errázuriz indica que en el proyecto se declara que a los tribunales de Justicia queda sujeto el conocimiento de todos los negocios judiciales que se promuevan dentro del territorio de la República. Además, se establecen normas que otorgan y garantizan la independencia del poder judicial y se consagra la publicidad de los actos de los tribunales atendida a la garantía que otorga.
El proyecto de ley establece que el poder judicial es ejercido por jueces de su delegación, por jueces letrados y alcaldes; por la Cortes de Apelaciones y por la Corte Suprema, los cuales se dividen según su competencia y según la instancia en que el juicio se encuentre.
El presidente hizo efectiva la intervención que la Constitución atribuye a los tribunales superiores en las proposiciones para el nombramiento de ciertos magistrados. Se encuentran además los deberes y prohibiciones a que se encuentran sujetos los jueces; sus honores y prerrogativas; las responsabilidades en que se incurran en el ejercicio de sus cargos y los casos en que expiran o se suspenden sus funciones.
Finalmente, al referirse al Ministerio Público (hoy Fiscalía Judicial) el presidente Errázuriz estima que en las leyes vigentes al presentar el proyecto, se exige la audiencia del Ministerio Público en negocios que no afectan los intereses generales de la sociedad y se omite dicha audiencia en muchos otros casos que si los afectan. Al lado del Ministerio Público, encargado de la tuición de los intereses generales se la sociedad, se encuentra la institución de los defensores públicos, a quienes es confiada la defensa de los derechos de los incapaces, de los constituidos en cierto estado de desamparo y de instituciones de beneficencia.
Finalmente, la Cámara de Diputados aprueba el proyecto el día 3 de septiembre.
Luego es remitido a la cámara revisora; el Senado, donde es aprobado el informe sobre el proyecto de la Comisión de Constitución, Legislación y Justicia, el día 18 de agosto de 1875, y es finalmente aprobado entre el 3 y 27 de septiembre. El proyecto es devuelto al Presidente de la República el 12 de octubre para ser objeto de la función colegisladora del jefe de Estado.
El 13 de octubre del mismo año el presidente promulga el proyecto siendo publicado dos días después en El Araucano.

### Resumen de la génesis de la ley
| Año                   | Hecho |
| --------------------- | --- |
| 1863                  | Francisco Vargas Fontecilla recibió el encargo supremo del gobierno para la elaboración del proyecto de ley.                                                          |
| 1864                  | El proyecto original de Vargas Fontecilla fue publicado. |
| 1869                  | Primer periodo de revisión. |
| 1872                  | Publicada y revisada parcialmente por una comisión revisora conformada por juristas nacionales.                                                                       |
| 1874                  | Revisada nuevamente, en 52 sesiones, dentro de las cuales la una de la más importante fue la revisión del artículo 5 referente a los juicios de asuntos espirituales. |
| 1875                  | Fue aprobado el proyecto por las Cámara de Diputados y Senado. |
| 13 de octubre de 1875 | Fue promulgada. |
| 15 de octubre de 1875 | Fue publicada. |
| 1 de marzo de 1876    | Comienza a regir. |

## Estructura
Con respecto a la sistematización de la ley, esta se compone de veintidós títulos más un título final y se dividen en artículos que en total son 409.
| Título                                                                           | Artículos     | Tema |
| -------------------------------------------------------------------------------- | ------------- | --- |
| Título Primero: «Del Poder Judicial y de la Administración de la justicia»       | Art. 1-12     | 1. De la potestad otorgada a los Tribunales de justicia, sus facultades y los principios de jurisdicción. (Art. 1-2) 2. La jurisdicción chilena es contenciosa, voluntaria y disciplinaria. (Art. 3) 3. Jurisdicción voluntaria solo en casos donde no exista una oposición entre partes que ejerciten o hagan valer sus derechos contrarios, necesitando la intervención de un Tribunal para la declaración o ejecución de un acto. (Art. 4-9) 4. El imperio será ejercido gracias al auxilio de la fuerza pública, otorgando al Poder Judicial una independencia en el ejercicio de sus funciones. (Art. 10) 5. La disciplinaria reprime los abusos que se cometen en los Tribunales. Esta otorga límites a la jurisdicción, sean estos límites internos, deberes ante otros Poderes, límites en cuanto al territorio y los negocios propios o la responsabilidad de los jueces y publicidad de sus actos. (Art. 11-12) |
| Título II: «De los Jueces de Distrito y los Jueces de Subdelegación»             | Art. 13-36    | 1. De los jueces de distrito (Art. 13–32) 2. De los jueves de Subdelegación (Art. 33-36) |
| Título III: «De los Jueces de Letras y de los Alcaldes»                          | Art. 37-54    | 1. De los Jueces de Letras (Art. 37-51) 2. De los Alcaldes (Art. 52-54) |
| Título IV: «De las Cortes de Apelaciones»                                        | Art. 55–101   | 1. De la Organización y atribuciones de las cortes de apelaciones (Art. 55-83) 2. De los Acuerdos de las Cortes de Apelaciones (Art. 84-98) 3. De los presidentes de las Cortes de Apelaciones (Art. 99-101) |
| Título V: «Corte Suprema»                                                        | Art. 102-117  | 1. De la Organización y las atribuciones de la Corte Suprema (Art. 102) 2. Requisitos para ser miembro de la Corte Suprema (Art. 103) 3. Define los cargos que existen en la Corte y sus funciones. |
| Título VI: «Del nombramiento, subrogación e instalación de los jueces»           | Art. 118-146  | 1. Del nombramiento de los Jueces (Art. 118-124) 2. La Subrogación de los Jueces (Art. 125-136) 3. La Instalación de los jueces (Art. 137-146) |
| Título VII: «De los deberes y prohibiciones a que están sujetos los jueces»      | Art. 147-154  | 1. Prohibiciones en cuanto a ejercer la abogacía (Art. 150) 2. Obligaciones de los jueces de residencia y de asistencia a los despachos (Art. 152) 3. Prohibiciones en cuanto a las funciones y atribuciones de los jueces (Art. 154) |
| Título VIII: «De los honores y prerrogativas de los jueces»                      | Art. 155-158  | 1. Tratamiento de excelencia a la Corte suprema, Señoría Ilustrísima a Las Cortes de Apelaciones y tratamiento de Señoría a los miembros de los tribunales y jueces. (Art. 155) 2. Disposiciones que tomaran los integrantes de los Tribunales y jueces en la asistencia a actos públicos, vinculada a la jerarquía judicial.(Art. 156) 3. Distinciones otorgadas a los jueces.(Art. 157-158) |
| Título IX: «De la Responsabilidad de los Jueces»                                 | Art. 159-168  | 1. Sancionar cualquier tipo de infracción que cometan los jueces en cuanto a sus deberes. (Art. 159-161) 2. Establecimiento de las sanciones para cada caso. (Art. 162-165) 3. Limitaciones a la responsabilidad de los jueces.(Art. 166-168) |
| Título X: «De la expiración y suspensión de las funciones de los jueces»         | Art. 169-171  | 1. El Cargo de Juez expira por una serie de motivos entre los cuales encontramos: Que sea condenado por algún crimen cometido por este a la pena de inhabilitación de dicho cargo, por la renuncia del mismo, por aceptar el cargo de Senador, Diputado o Presidente de la República entre otros motivos. (Art. 169-170) 2. Las Funciones del Juez se suspenden por: Hallarse en juez en un proceso criminal, por sentencia judicial de suspensión de las actividades jurisdiccionales de dicha persona y por el permiso temporal concedido al juez para la suspensión de sus actividades. (Art. 171) |
| Título XI: «De los jueces árbitros»                                              | Art. 172- 191 | 1. Son árbitros (Art.172) 2. Árbitro de derecho y Arbitrador o amigable componedor (Art. 173) 3. Requisitos para ser nombrado Árbitro (Art. 174) 4. No puede ser nombrado Árbitro (Art. 175) 5. Asuntos que deben ser resueltos por el Árbitro (Art. 176) 6. Nadie puede ser obligado a someter a juicio de árbitros una contienda judicial (Art. 177) 7. Prohibición de ser sometidos a la resolución de árbitro cuestiones que versan sobre alimentos o sobre derecho de pedir separación de bienes entre marido y mujer (Art. 178) 8. Otras cuestiones que no podrán ser sometidos a la decisión de árbitros (Art. 179) 9. Las partes y los jueces en la resolución de un litigio (Art. 180- Art. 182) 10. Nombramiento de árbitro por escrito y sus requisitos (Art. 183) 11. Si las partes no expresan con qué calidad es nombrado el árbitro (Art. 184) 12. Juramento al aceptar un encargo con fidelidad y en el menor tiempo posible (Art. 185) 13. Si las partes no se ponen de acuerdo (Art. 186) 14. Contra una sentencia arbitral (Art. 187) 15. Obligación de los árbitros a desempeñar el encargo y cuando ésta va a cesar (Art. 188) 16. Cuando el compromiso concluye (Art. 189) 17. El compromiso no va a cesar por la muerte de una o más de las partes (Art. 190) 18. Los árbitros nombrados por las partes no son recusables sino por causas que hayan sobrevenido a su nombramiento y la recusación por causa anterior como admisible (Art. 191) |
| Título XII: «De la Competencia»                                                  | Art. 192-261  | 1. Reglas Generales (Art.192-196 ) 2. Reglas que determinan la cuantía de las materias judiciales (Art. 197-211) 3. Reglas que determinan la competencia en materias civiles entre tribunales de igual jerarquía (Art. 212-226) 4. Reglas de determinan la competencia en materias criminales entre tribunales de igual jerarquía (Art. 227-234) 5. De la prórroga de jurisdicción (Art. 235-241) 6. De la competencia para fallar en una sola instancia (Art. 242-246) 7. De la implicancia y de la recusación de los jueces (Art. 247-253) 8. De los tribunales que deben conocer en las cuestiones de competencia y en las de implicancias y recusaciones (Art. 254-261) |
| Título XIII: «Del Ministerio Público»                                            | Art. 262-294  | 1. De las funciones de ministerio público (Art. 262-268) 2. De la organización del ministerio público (Art. 269-276) 3. De la aplicación a los oficiales del ministerio público de varias distinciones relativas a los jueces (Art. 277-294) |
| Título XIV: «Del ministerio de los defensores públicos»                          | Art. 295-318  | 1. De las funciones de los defensores públicos (Art. 295-298) 2. De la organización del ministerio de los defensores públicos (Art. 299-306) 3. De la aplicación a los defensores de menores y ausentes y de obras pías de varias disposiciones relativas de los jueces (Art. 307-318) |
| Título XV: «De los relatores»                                                    | Art. 319-335  | 1. Son relatores (Art. 319) 2. Obligaciones de los relatores (Art. 325) |
| Título XVI: «De los Secretarios»                                                 | Art. 336-351  | 1. De las funciones de los Secretarios de las cortes y juzgados (Art. 336) 2. Requisitos para ser secretario de la Corte Suprema o de una Corte de Apelaciones (Art. 337) 3. Por quién está dado su nombramiento y la oposición (Art. 338-341) 4. Prestación de juramento (Art. 342) 5. Fianza como respuesta a multas, costas e indemnizaciones de perjuicios (Art. 343) 6. Autorización para el ejercicio de Subalternos (Art. 344) 7. Reemplazo en caso de fallecimiento, enfermedad o por encontrarse imposibilitado para hacer ejercicio de sus funciones (Art. 345) 8. Son obligaciones del Secretario (Art. 346) 9. En caso de ausencia del Secretario (Art. 347) 10. Prohibiciones impuestas por los jueces a los secretarios por los artículos 150 y 154 (Art. 348) 11. De los emolumentos (Art. 349) 12. Lo dispuesto por los relatores por el artículo 331 (Art. 350) 13. De las partes al momento de recusar (Art. 351) |
| Título XVII: «De los Receptores»                                                 | Art. 352-360  | 1. Son Receptores (Art. 352) 2. Clasificación de los Receptores (Art. 353) 3. Edad necesaria para poder ser Receptor de menor cuantía y modo de nombramiento (Art. 356) |
| Título XVIII: «De los Notarios»                                                  | Art. 361-370  | 1. Son notarios (Art. 361) 2. Notarios y sus departamentos (Art. 362) 3. Lo dispuesto por los secretarios de juzgados de letras por los artículos 337, 338, 339, 342, 343 y 349 (Art. 363) 4. Lo dispuesto por los secretarios con respecto a los subalternos en el artículo 344 como aplicable a los notarios (Art. 364) 5. Reemplazo en caso de fallecimiento, enfermedad o por encontrarse imposibilitado para hacer ejercicio de sus funciones (Art. 365) |
| Título XIX: «De los Conservadores»                                               | Art. 371-377  | 1. De la función de los Conservadores (Art. 371) 2. Del nombramiento de los Conservadores (Art. 375) |
| Título XX: «De los Archiveros»                                                   | Art. 378-388  | 1. Son archiveros (Art. 378) 2. De los lugares donde existen archiveros (Art. 379) 3. De los documentos custodiados por los archiveros (Art. 384) |
| Título XXI: «De los procuradores y especialmente de los procuradores del número» | Art. 389-400  | 1. De los procuradores del número (Art. 389) 2. Nombramiento de los procuradores del número (Art. 392) 3. De las obligaciones de los procuradores del número (Art. 396) |
| Título XXII: «De los abogados»                                                   | Art. 401-408  | 1. Los Abogados son personas facultadas para defender ante los tribunales de justicia los derechos de las partes litigantes. 2. Requerimientos obligatorios o necesarios para poder ser abogado (Art. 402) 3. Se considera un mandato a aquel acto de defensa ante los tribunales por parte de un abogado. Esto estará sujeto a lo planteado en el Código Civil.(Art. 404) 4. Exclusividad de los abogados para defender a litigantes ante la Corte Suprema y la Corte de Apelaciones |
| Título Final: «De la observancia de esta ley»                                    | Art. Final    | El artículo Final expresa que toda norma que trate sobre las materias que esta ley exprese quedaran abolidas y derogadas en su totalidad con el fin de que este cuerpo sea un ente armónico y no tenga intervenciones ni conflictos con normas externas a él. |

## Contenido
La ley, dentro de sus disposiciones más relevantes, contiene reglas que establecen y garantizan la independencia del Poder Judicial frente a los demás poderes del estado, un principio fundamental en un Estado de Derecho constitucional. Asimismo, la ley establece que el Poder Judicial estará compuesto por una serie de funcionarios letrados.
Artículo primero

Art. 1º. La facultad de conocer de las causas civiles y criminales, de juzgarlas y de hacer ejecutar lo juzgado pertenece exclusivamente a los tribunales que establece la ley.

El Artículo primero, es una de las materias importantes que regula la ley, esta hace referencia al Poder judicial y a la Administración de la Justicia, la disposición propuesta por Vargas Fontecilla fue derogada por la Comisión, en su lugar se transcribió el artículo 108 de la Constitución considerando la base de la ley, en la facultad de juzgar se agregó el criterio de “conocer” y “hacer ejecutar lo juzgado”, logrando de esta manera limitaciones a las facultades del Juez. Dar al Poder Judicial la facultad de imperio, es una forma de solventar decisiones directamente, sin darle cabida al Poder Ejecutivo para su intervención en el asunto.
Artículo segundo

Art. 2º. También corresponde a los tribunales intervenir en todos aquellos actos no contenciosos en que una ley expresa requiera su intervención.

El Artículo segundo, fue criticado por la Comisión Revisora, ya que este era demasiado específico, el artículo se establece principalmente que los Tribunales que Administran la Justicia, tienen por atribución aplicar las leyes a los hechos, deben resolver conflictos entre las partes, dando oportunamente resoluciones, las cuales deben ser cumplidas. La comisión consideró que era necesario un ejercicio voluntario de la jurisdicción, se tomó esta parte del artículo que señala que al Poder Judicial, le corresponde intervenir en todos los asuntos no contenciosos, dándole a las leyes un contenido práctico de esta función de los tribunales, solo necesitando el requerimiento legal.
Artículo tercero

Art. 3º. Los tribunales tienen además las facultades conservadoras, disciplinarias y económicas que a cada uno de ellos se asignan en los respectivos títulos de esta ley.

El Artículo tercero, el cual versa sobre el Poder Judicial, estableciendo que este no puede inmiscuirse en materias gubernativas, estas materias se entienden como las atribuciones que según la Constitución y las leyes, corresponden al gobierno y sus pares. Estas atribuciones estarán sujetas a la supervisión de los Tribunales de Justicia, en los casos que figuren como partes el fisco, las municipalidades o las corporaciones públicas. La comisión consideró agregar a su vez normas referentes al nombramiento de los jueces y demás funcionarios del orden judicial, a las licencias, al otorgamiento del título de abogado y algunas más. Después de la primera revisión de la comisión se emprendió distinguir las otras facultades de los Tribunales a través de normas generales, luego se decide generar los artículos 9 y 10, para que instituyeran las facultades de los tribunales. Por esto se concluye dedicar el artículo primero a la jurisdicción contenciosa, el segundo a la voluntaria, el tercero a las facultades disciplinarias y el cuarto a las de tuición.
Artículo cuarto

Art. 4º. Es prohibido al Poder Judicial mezclarse en las atribuciones de otros poderes públicos y en general ejercer otras funciones que las determinadas en los artículos precedentes.

Artículo que establece expresamente la prohibición al poder judicial de mezclarse con otros poderes públicos,  de esta forma limita al poder judicial a las competencias determinadas por la ley y la Constitución, así se dota de independencia a este poder con respecto de otros, ya que, la misma Constitución determina que ningún poder podrá excederse de sus atribuciones establecidas por la misma carta fundamental o la ley que rija los órganos estatales.
Artículo quinto

Art. 5º. A los tribunales que establece la presente ley estará sujeto el conocimiento de todos los asuntos judiciales que se promuevan en el orden temporal dentro del territorio de la República, cualquiera que sea su naturaleza ó la calidad de las personas que en ellos intervengan, con las solas excepciones siguientes....

La norma en cuestión comienza con un tema que es no menor, pues de entrada nos vuelve a reiteran, al igual que en el artículo 1, la característica de los tribunales, y en general del Poder Judicial, para poder tener conocimiento de cualquier asunto judicial dentro del Estado.
A partir de esta cualidad de los órganos jurisdiccionales, el artículo 5 nos entrega una enumeración en la cual se encuentran ciertas excepciones respecto del conocimiento de solo algunos tribunales a partir de diversos casos o materias. Dentro de algunas de las exclusividades de conocimiento judicial se encuentra aquella existente en el numeral cuatro el cual explica que sobre delitos militares o de una índole parecida serán conocidas únicamente por el tribunal dispuesto en el Código Militar.
Artículo noveno

Art. 9º. Los tribunales no podrán ejercer su ministerio sino a petición de parte, salvo en los casos que la ley los faculte para proceder de oficio. Reclamada su intervención en forma legal y en negocios de su competencia, no podrán excusarse de ejercer su autoridad ni aun por falta de ley que resuelva la contienda sometida a su decisión.

Se distinguen en este artículo dos principios del poder judicial los cuales aún están presentes en la organización de los tribunales;
1. Pasividad de los tribunales; la intervención de los tribunales en negocios jurídicos existe solo después de la petición por una de las partes, a menos que la ley indique que puede actuar de oficio, o sea de forma autónoma.
2. Inexcusabilidad de los jueces;  después de haber solicitado su intervención de forma legal los jueces no pueden excusarse de ejercer sus atribuciones ni aun en el caso de que no exista legislación reguladora de ese asunto jurídico, concurriendo en este caso a los principios del derecho o a la equidad natural. Así mismo no se debe confundir con competencia de los jueces debido a que si se somete un negocio jurídico extraño a su competencia el juez puede excusarse de ejercer su autoridad.

Artículo noventa y cuatro

Art. 94. Las Cortes de Apelaciones celebrarán sus acuerdos privadamente. Lo cual no obsta para que llamen a ellos a los relatores siempre que lo estimen necesario

Este artículo dice relación con que los acuerdos de las cortes deben celebrarse públicamente, pudiendo sin perjuicio  de lo dicho anteriormente llamar a relatores siempre que lo consideren necesario.
Artículo ciento siete

Art. 107. La Corte Suprema conocerá:
1° En única instancia, de los recursos de casación que se entablen contra las sentencias pronunciadas por las Cortes de Apelaciones;
2° En segunda instancia, de las causas de que conocen en primera las Cortes Apelaciones ó un ministro de la Corte Suprema, con arreglo á lo dispuesto en el artículo 117

Artículo doscientos sesenta y dos

Art. 262. Las funciones del ministerio público conciernen a los negocios administrativos del estado o a los judiciales. 
En la presente ley sólo se trata de las funciones de la segunda clase.

Este artículo se limita solo a mencionar que, además de las funciones judiciales, existen otras respectivas a los negocios administrativos del ministerio público, pero que estas funciones no serán explicadas en esta ley, sino que en otra distinta a la Ley de organización y atribuciones de los tribunales. Cabe señalar que el ministerio público, al cual se refieren en esta ley, es solo un alcance de nombre con el ministerio público que se encuentra actualmente en Chile. El ministerio público que se señala en esta ley, tiene como función ser auxiliar de la administración de justicia, en cuanto a la aplicación de la ley a ciertas situaciones en que se exige este trámite de manera previa a la vista de la causa.

## Reformas

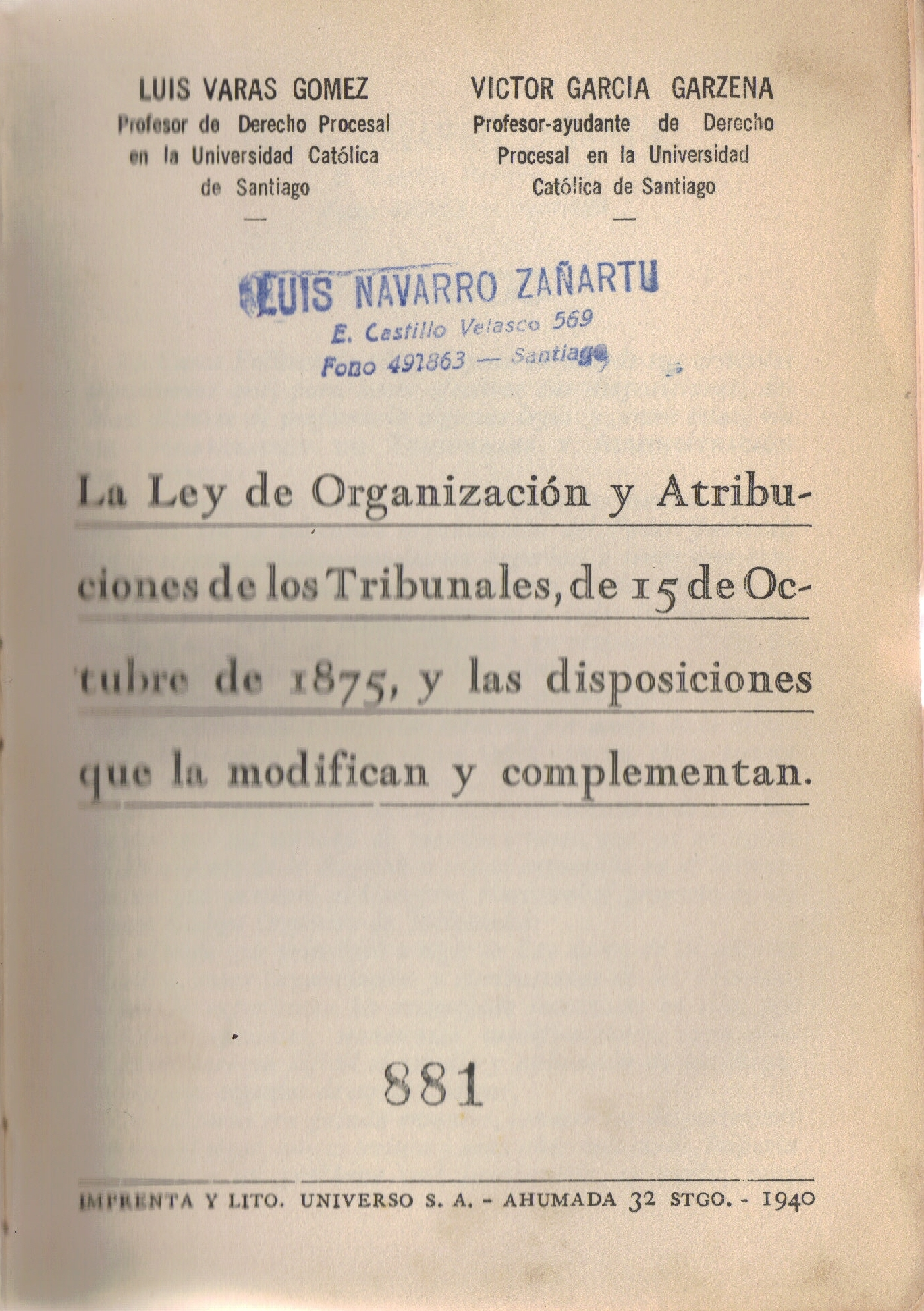
Portada de "La Ley de Organización y Atribuciones de los Tribunales, de 15 de octubre de 1875, y las disposiciones de que la modifican y complementan", de Luis Varas Gómez y Víctor García Garzena, de 1940.

### Código Orgánico de Tribunales
En el año 1942, el presidente de la República Juan Antonio Ríos facultó a la Universidad de Chile para que estudiara una reforma a la ley de 1875. Es así como surge su sucesor, el Código Orgánico de Tribunales (COT), siendo promulgado el 15 de julio de 1943, estando vigente hasta el día de hoy.
El Código Orgánico de Tribunales (COT), está compuesto por 18 títulos, de los cuales solo 17 están enumerados, luego viene un título final. Luego de estos títulos, prosigue una parte adicional, no enumerada con título relativo a las disposiciones transitorias. Éste código se aplica a todos los Tribunales de justicia existentes en Chile, sin importar si son ordinarios o especiales. Además, puede versar sobre causas tanto civiles como criminales.

## Importancia
La importancia que posee la Ley de Organización y Atribuciones de los Tribunales estriba en haber instaurado una organización más ordenada de los tribunales chilenos, y una regulación precisa tanto en sus competencias, como en sus atribuciones. También se puede mencionar que fue la primera ley en Chile que reguló sistemática y específicamente a los tribunales de justicia, ya que anteriormente estos eran regulados inorgánicamente por reglamentos leyes y, en algunos aspectos, por la Constitución vigente en la época.
Asimismo, es la base para el Código Orgánico de Tribunales, cuerpo legal aún vigente.